# Vivarium de Lausanne
Le vivarium de Lausanne est un ancien vivarium situé dans la ville vaudoise de Lausanne, en Suisse, spécialisé dans les reptiles, les amphibiens et les arachnides. Il est définitivement fermé en décembre 2015, une grande partie des animaux étant alors transféré à l'aquarium public d'Aquatis, ouvert en automne 2017.

## Histoire
Collectionneur amateur, Jean Garzoni présente, en 1959, une exposition de reptiles avant de créer un vivarium permanent dans le quartier de Sauvabelin en 1970. En 1992, une fondation est créée pour gérer le musée, qui possède la plus importante collection européenne de reptiles venimeux ouverte au public. 
En 1976, une association des amis du vivarium est créée[réf. nécessaire]. Elle compte 300 membres[réf. nécessaire] et a pour buts de soutenir financièrement le vivarium de Lausanne, de le faire connaître, de participer à son évolution, à sa préservation et à son développement, et de contribuer à la connaissance et au respect des reptiles et des amphibiens ainsi que de leur milieu.
En 2013, le vivarium étant exposé à de graves difficultés financières, il est prévu qu'il soit intégré à Aquatis, un complexe comprenant un aquarium qui ouvrira en automne 2017 au nord de Lausanne,. Temporairement sauvé de la faillite en novembre 2013 à la suite d'un don de la fondation Aquatis ainsi qu'à une collecte auprès du public et à un renoncement des créanciers, parmi lesquels la ville de Lausanne, il est finalement fermé en décembre 2015. Deux tiers des reptiles seront transféré à Aquatis. La fondation du Vivarium reste propriétaire du terrain.
Fin mars 2019, l'ancien bâtiment du vivarium, laissé à l'abandon, est incendié et fortement vandalisé.

## Collections

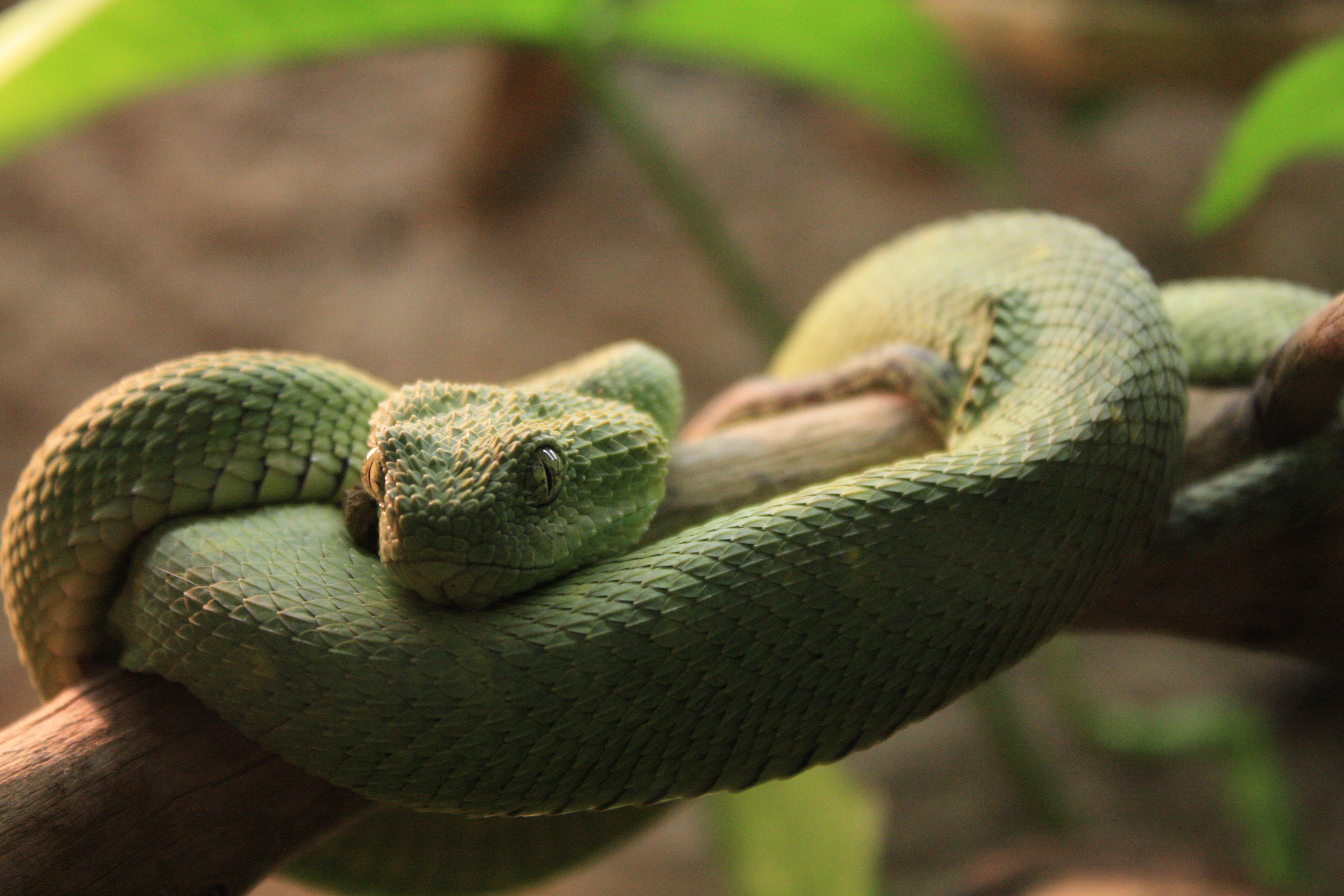
Un serpent de l'espèce Atheris squamigera.

Le musée présentait quelque 200 animaux dans une cinquantaine de terrariums intérieurs auxquels s'ajoutaient deux terrariums extérieurs permettant à quelques espèces de reptiles et d'amphibiens européens d'hiberner dans de bonnes conditions. 
De plus, il possédait une serre tropicale humide abritant 3 grands crocodiles ainsi qu'une salle de quarantaine destinée à recevoir et à soigner les animaux recueillis.
Un sentier didactique à l'extérieur présentait les reptiles et les amphibiens de Suisse. On y retrouvait des vipères, des couleuvres, des tortues d'eau, des lézards et des amphibiens.
Parmi ses pensionnaires, le vivarium possédait un dragon de Komodo ; appelé Naga, il était fruit d'un échange avec le zoo de Prague qui a reçu des vipères d'une espèce menacée en échange. Il comptait également une salamandre géante du Japon mesurant plus d'un mètre, don d'une particulière.

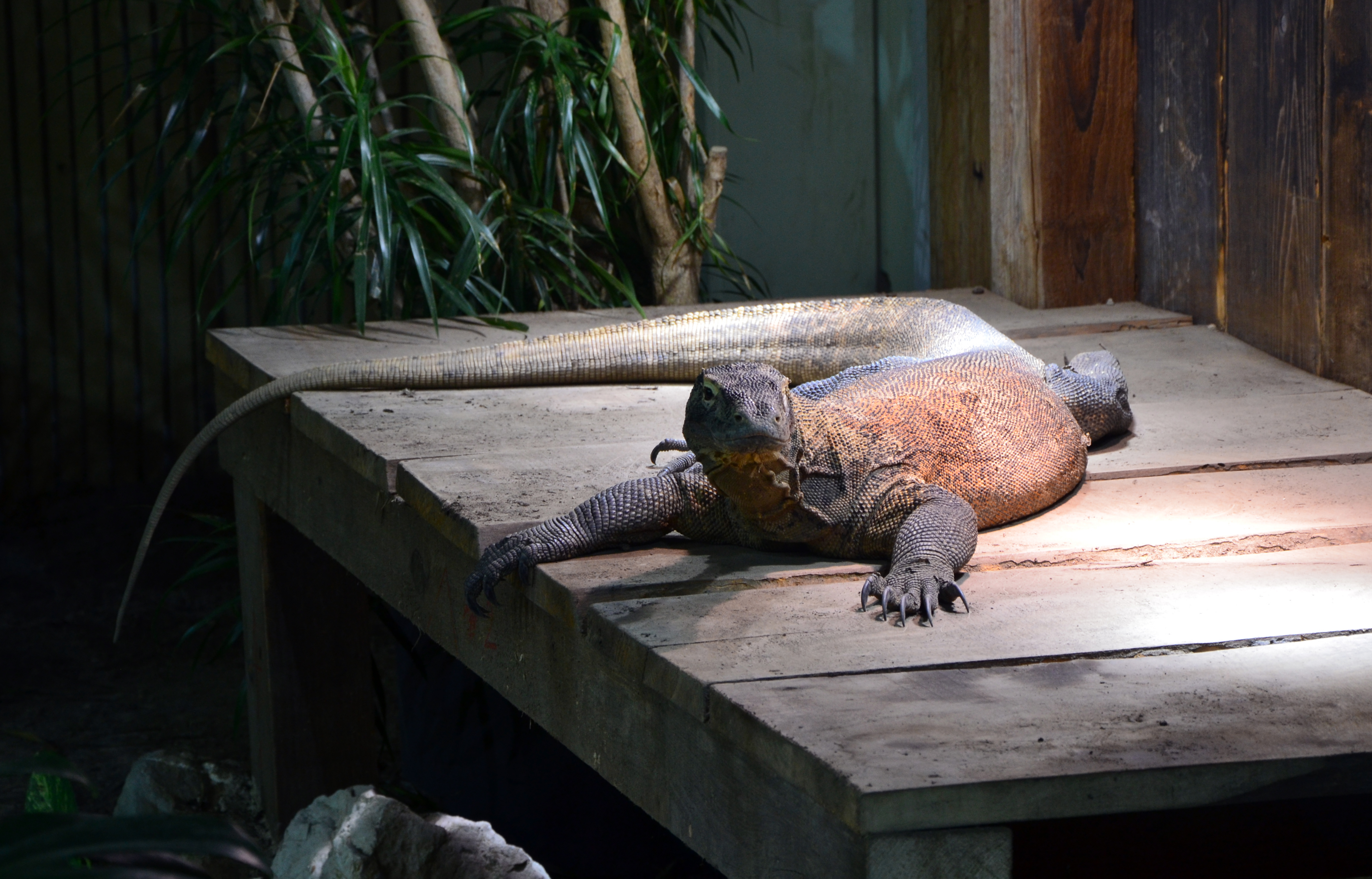
« Naga », le Dragon de Komodo (Varanus komodoensis) du vivarium de Lausanne
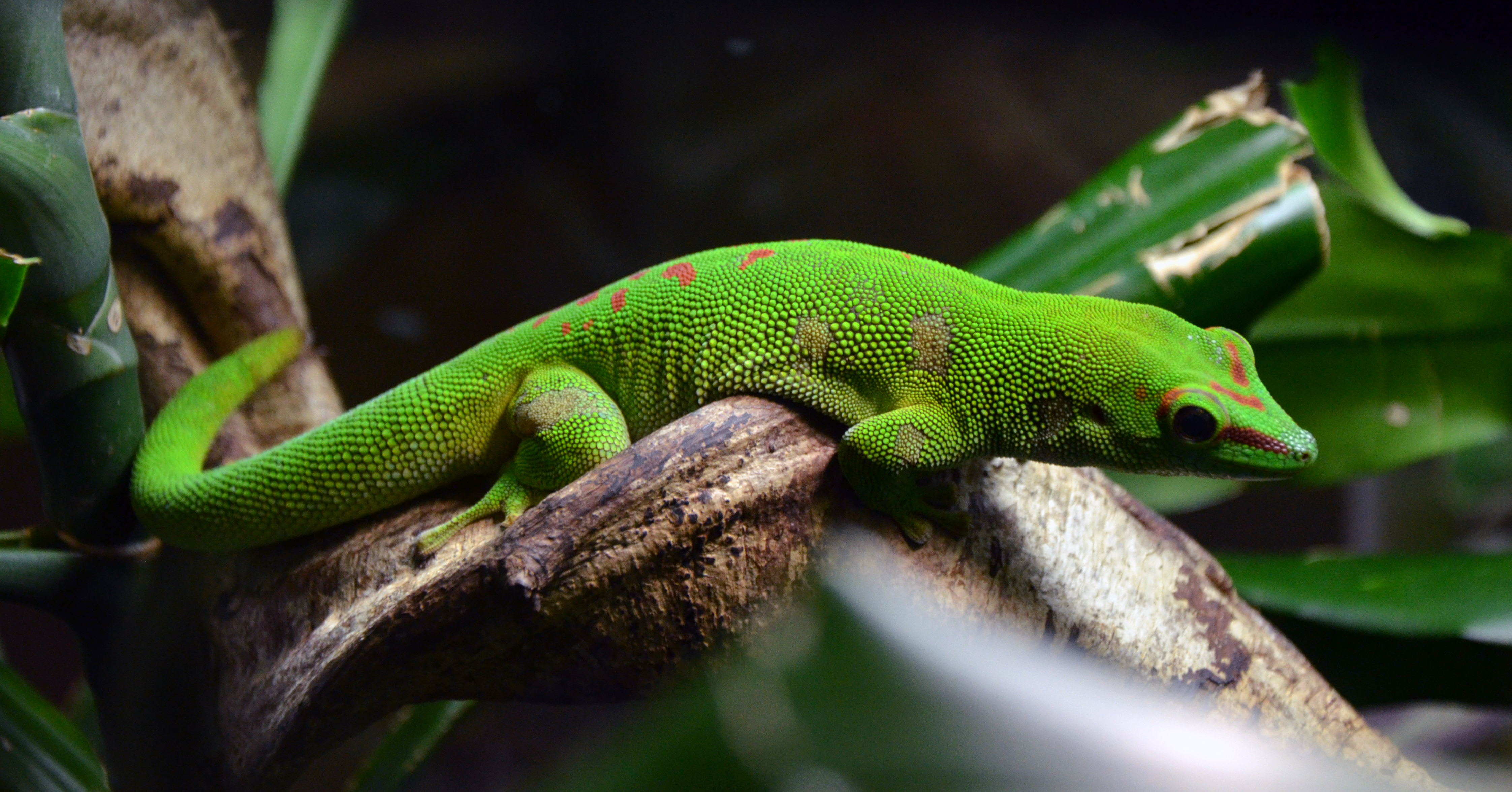
Un gecko Phelsuma madagascariensis au vivarium.
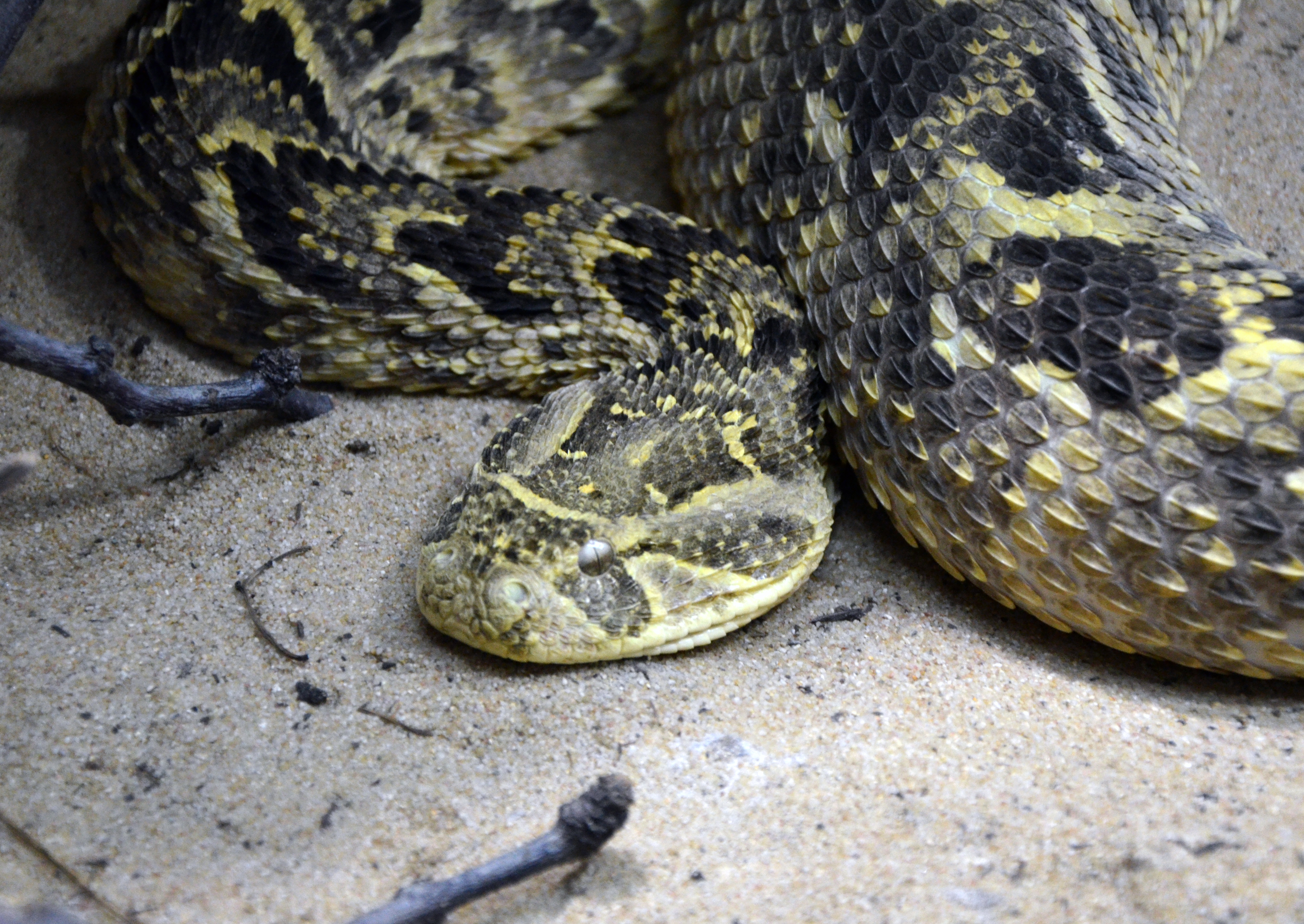
Une vipère heurtante (Bitis arietans) du vivarium.